# Finsbury Pavement

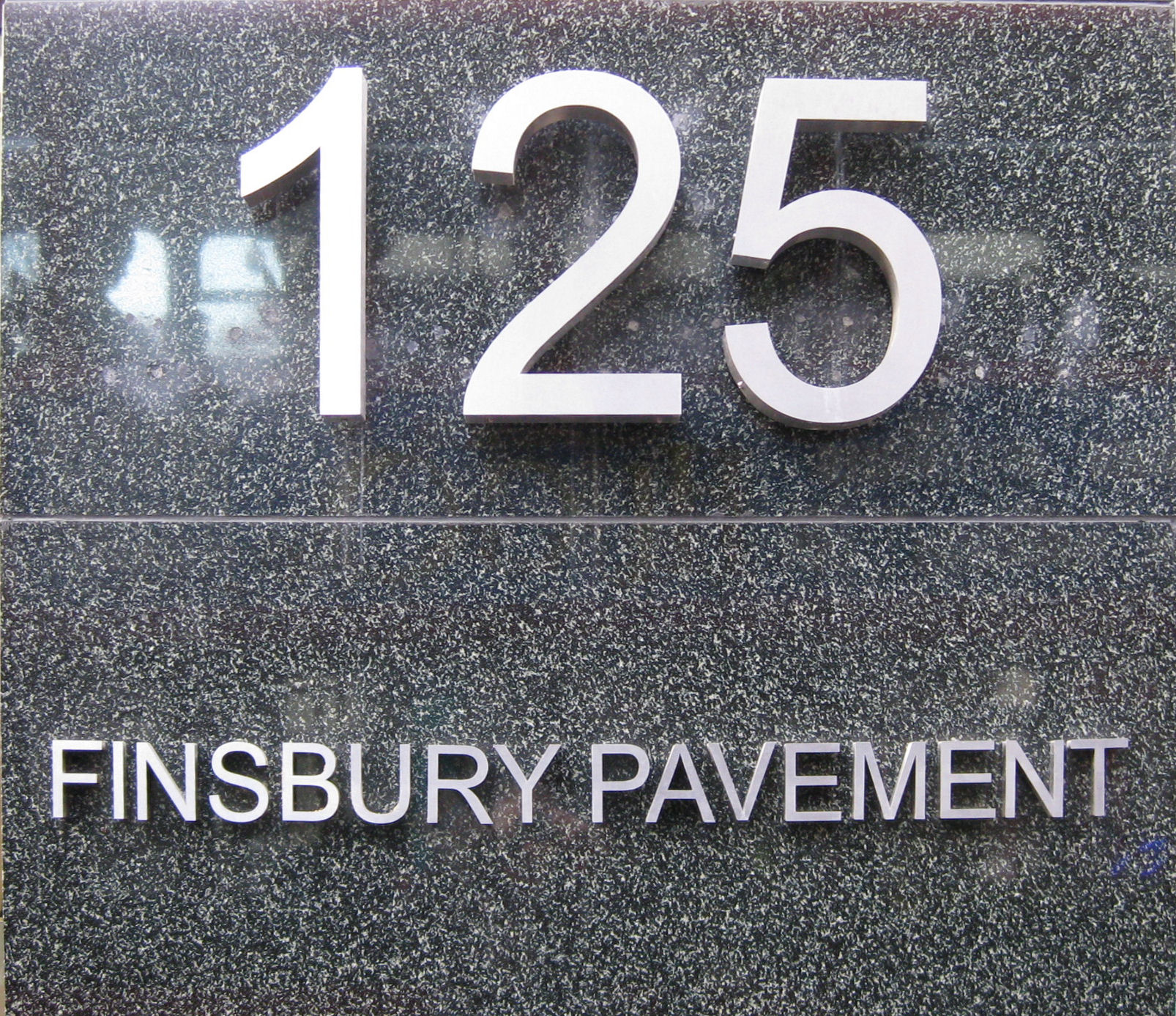
Panneau au 125, à Finsbury Pavement.

Finsbury Pavement est une rue courte reliant Moorgate avec City Road dans le Borough londonien d'Islington. Elle constitue une partie du London Inner Ring Road, et avant l'arrivée du péage urbain ring of steel autour de la Cité de Londres elle formait la principale liaison entre le Pont de Londres et le sud de Londres. 

## Histoire
Le nom était autrefois Moor Fields Pavement, situé du côté ouest des Moorfields, derrière Bethlem Hospital. Son nom actuel provient du manoir historique de Finsbury, l'un des prébendes de la cathédrale Saint-Paul de Londres, qui est devenu en 1900 l'arrondissement métropolitain de Finsbury. La région a été drainée pour la première fois en 1527. Une poterne sert d'entrée dans les remparts de la ville à Moorgate. Au début du XIXe siècle, la Cité de Londres rebaptisa Moorgate de l'extrémité sud de la rue.
En 1761, les turnpike Trusts d’Islington construisent City Road pour relier Finsbury Pavement à la ville. La rue constituait un premier terminus pour la circulation des calèches en provenance du nord et, en 1871, elle devint le terminus des tramways desservant Islington]. En 1891, Finsbury Pavement est devenu le terminus de la ville pour le métro Great Northern & City desservant Finsbury Park, via le tunnel de Copenhagen Fields, sous Islington. Cette ligne a été reprise par Métro de Londres en 1913, dans le cadre de la ligne de Highbury de la ligne Nord, et le terminus a été prolongé jusqu'à Moorgate. Cette ligne n'a jamais été intégrée au réseau souterrain et est maintenant exploitée sous le nom de Northern City Line, un service de banlieue.
En 1825, George Batty et son épouse fondèrent Batty & Co, un fabricant de condiments, à Finsbury Pavement. La société a ensuite établi une grande usine de fabrication à Peckham, qui est devenue la première base de fabrication de Heinz au Royaume-Uni en 1905.
La gare principale la plus proche est celle de Liverpool Street, à proximité de laquelle se trouve une station de métro londonienne .